# Sonija Kwok
Sonija Kwok (郭羡妮), född 22 juli 1974 i Hongkong, är en skådespelerska och fotomodell i Hongkong, var Miss Hong Kong 1999 och Miss Internationell Kina 2000.

## TV-serie
- D.I.E. (2008)
- On the First Beat (2007)
- The Conquest (2006)
- Au Revoir Shanghai (2006, gästroll)
- Vagabond Vigilante (2006)
- Land of Wealth (2006)
- Lethal Weapons of Love and Passion (2006)
- Warring States Battling Heroes (2005)
- The Last Breakthrough (2004)
- Hidden Treasures (2004)
- Angels of Mission (2004)
- Perish in the Name of Love (2003)
- The Legend of Love (2002)
- Love and Again (2002)
- Family Man (2002)
- Fight for Love (2002)
- Where the Legend Begins (2002)
- A Step into the Past (2001)
- Law Enforcers (2000, kamé-roll)

## Filmografi
- Unbearable Heights (2003)